# Beefeater

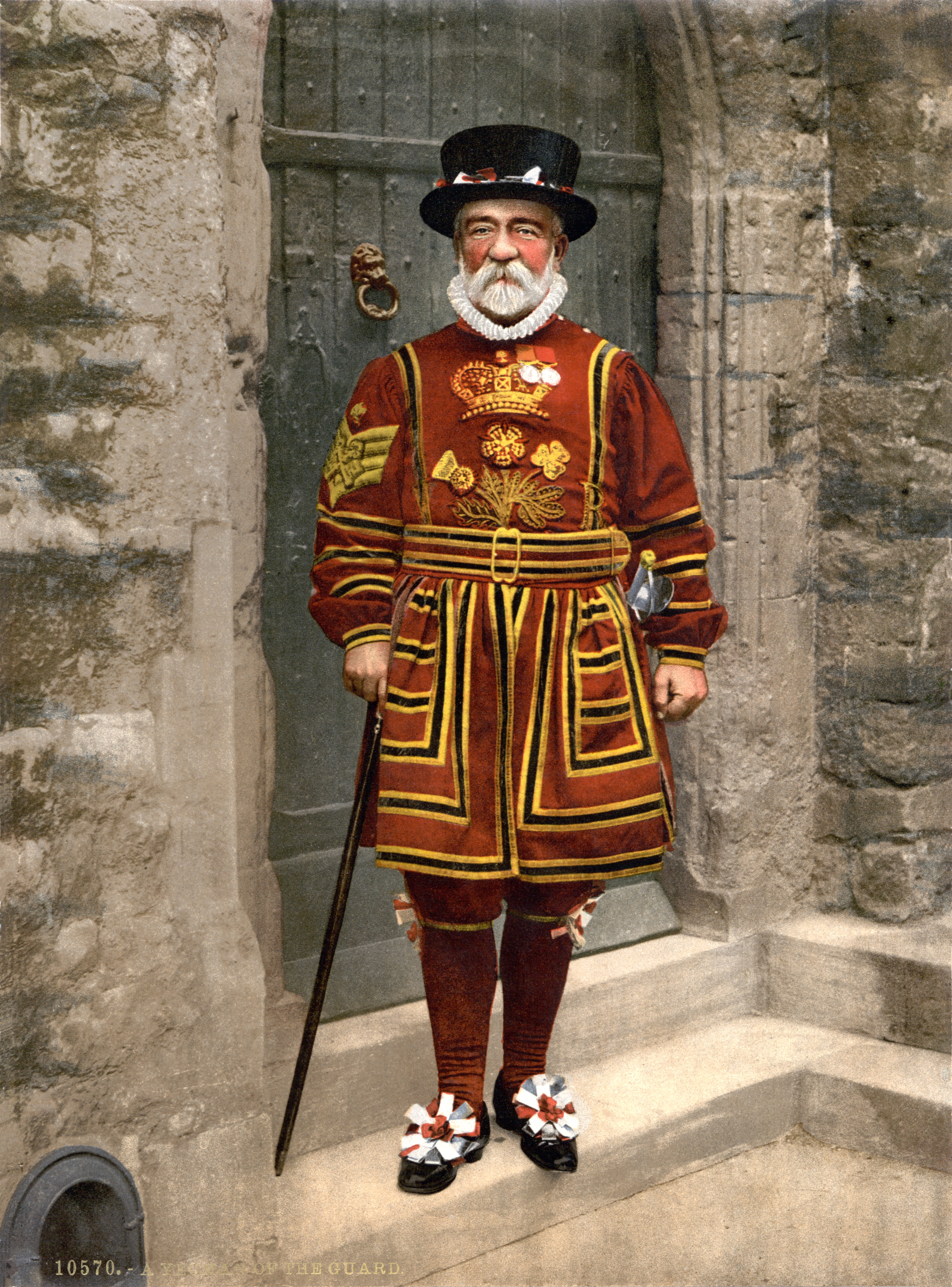
Yeoman Warder en uniforme de gala. Con frecuencia los Yeomen Warders suelen ser confundidos con los Yeomen of the King's Guard o beefeaters por lo casi idéntico de sus uniformes.

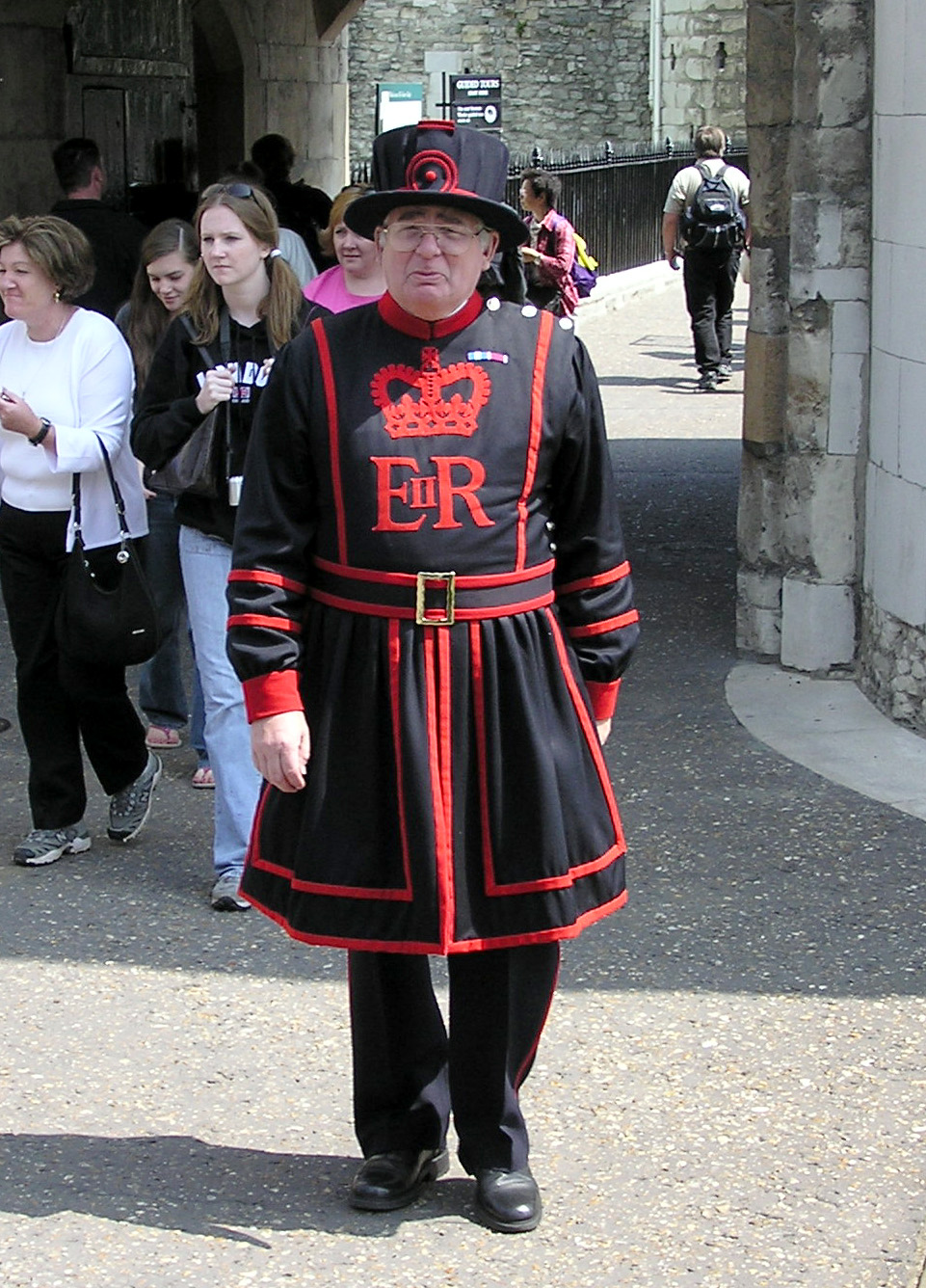
Yeoman Warder.

Beefeater es el término popular que se aplica a los Yeomen Warders, o custodios yeomen, cuyo nombre oficial, en idioma inglés, es Yeomen Warders of the Fortress the Tower of London. Son los guardianes ceremoniales de la Torre de Londres. Se les suele confundir con los Yeomen of the Guard o Yeomen de la Guardia o alabarderos de la guardia del Rey. Su cometido oficial es vigilar a los prisioneros encerrados en la Torre y la seguridad de las Joyas de la Corona británica, si bien en la práctica son ahora los guías turísticos de la Torre, así como una de sus principales atracciones.
Los Yeomen Warders se hicieron cargo de la vigilancia de la Torre en 1485. Hoy hay 35 Guardianes y un Jefe. Todos son personas retiradas de las Fuerzas Armadas Británicas con 22 años de servicio al menos. Deben ostentar también las medallas al servicio prolongado y a la buena conducta.
Con mucha frecuencia se llama erróneamente beefeaters a los Yeomen Warders (que son los guardianes de la Torre de Londres) confundiéndolos con los Yeomen of the King's Guard (Guardia Real o King's body guard) que si son los beefeaters, esto se debe a que sus uniformes de gala son casi idénticos. El uniforme de gala de los Yeomen of the King's Guard (beefeaters) se diferencia del de los Yeomen Warders (guardianes de la Torre de Londres) por una banda roja con franjas negras y amarillas y oblicua de izquierda a derecha que si llevan los Yeomen of the King's Guard (beefeaters).
En enero de 2007 fue elegida la primera mujer, Moira Cameron, para el servicio de Guardia Yeomen (del que forma parte desde septiembre de 2007). Después de servir en el ejército desde los 16 años, se presentó al cumplir los 38.
El origen del término Beefeater, que se aplica a los Yeomen of the King's Guard, no está claro. Una de las opiniones es que procede del inglés Beef Eaters (comedores de carne de ternera), y que podría haber sido originado del hecho de que en un principio los guardias eran retribuidos con carne de vaca (en inglés beef), junto con otros productos. Entre otras referencias, el conde Cosimo, gran duque de Toscana, visitó la Torre en 1669 y comentó que podría ser por la "gran ración de vaca que se les da a diario (...) por lo que podrían ser llamados beef-eaters".
Existen otras opiniones sobre el origen del término. Por ejemplo, podría ser una corrupción del término francés buffetier, una forma arcaica de llamar al guardián de la comida real, o bien un término peyorativo para hacer referencia a personas que se encontraban relativamente bien alimentadas en comparación con el resto de la población que vivía en Londres.
El característico sombrero usado por los Yeomen Warders y los Yeomen of the King's Guard es de estilo Tudor.
En julio de 2020 se dio a conocer que los Yeomen Warders de la Torre de Londres se enfrentarían a despidos por primera vez en 500 años, a causa del descenso drástico de visitas a la Torre de Londres, a causa del coronavirus.